# Бартонвил (Тексас)
Бартонвил (енгл. Bartonville) град је у америчкој савезној држави Тексас. По попису становништва из 2010. у њему је живело 1.469 становника.

## Демографија
Према попису становништва из 2010. у граду је живело 1.469 становника, што је 376 (34,4%) становника више него 2000. године.
| Група             | 2000.         | 2010.         |
| Белци             | 1.040 (95,2%) | 1.293 (88,0%) |
| Афроамериканци    | 0 (0,0%)      | 4 (0,3%)      |
| Азијати           | 10 (0,9%)     | 6 (0,4%)      |
| Хиспаноамериканци | 35 (3,2%)     | 152 (10,3%)   |
| Укупно            | 1.093         | 1.469         |